# 锡瓦什湖
锡瓦什湖（羅馬化：Syvash，羅馬化：Sivash），也被称作腐臭之海，腐海或爛海，位于克里米亞半島东北部，黑海北部的亞速海西岸，由一系列浅湾组成。

## 地理特征

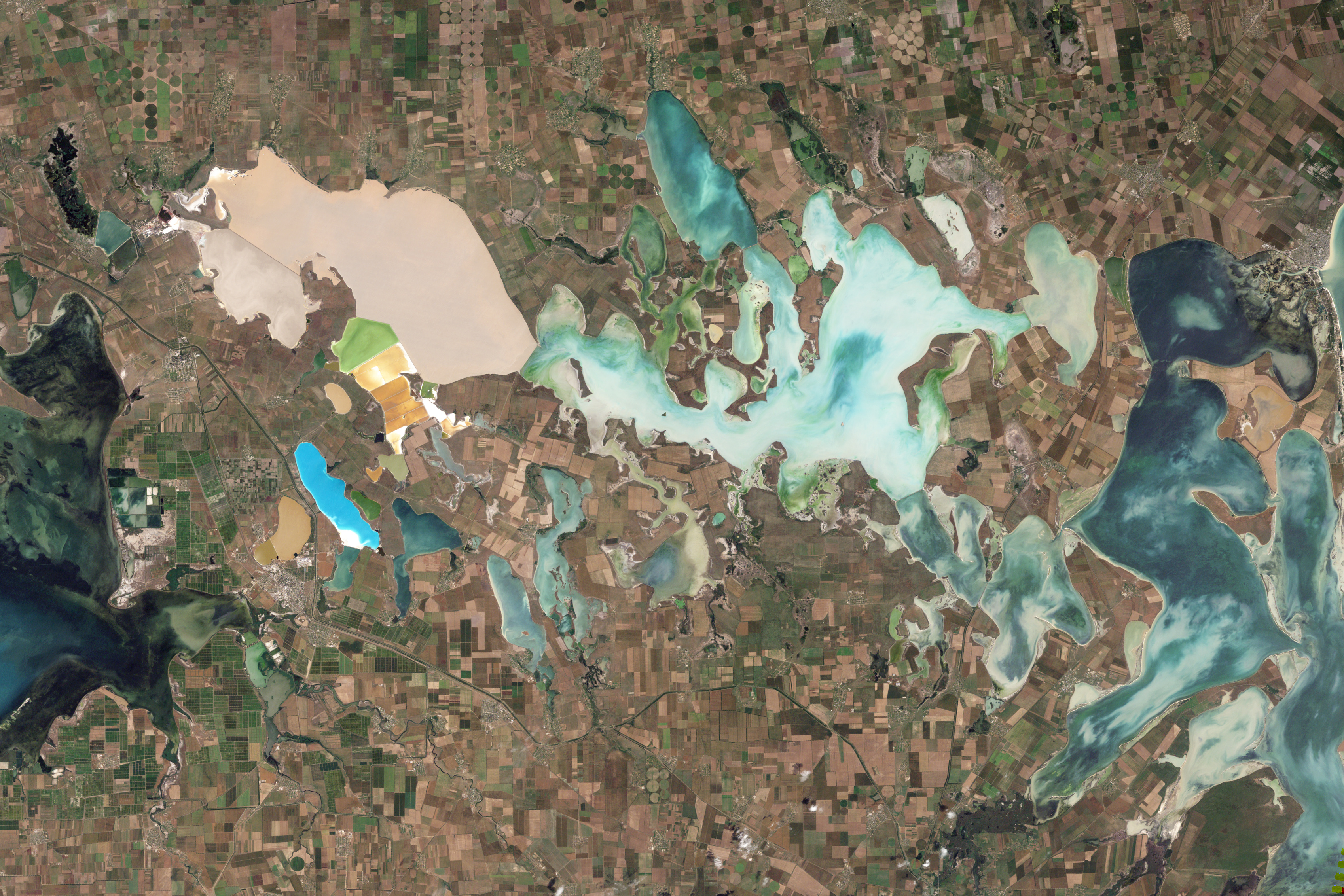
锡瓦什湖的天然彩色卫星图像。

### 概述
锡瓦什湖西北-东南方向长200千米，最宽处35千米，水体总面积2560平方千米，如包括陆地则总面积超过1万平方千米。

### 临近地区
锡瓦什湖将克里米亚半岛与欧亚大陆隔开，同时行政上分隔克里米亚和乌克兰赫尔松州的边界也有一部分穿过锡瓦什湖。锡瓦什湖西面和黑海之间隔着约8千米宽的皮里柯普地峡，地峡上有古代防御工事鞑靼壕沟（Tartars' Ditch）横贯东西；湖中间有Chongar地峡，分为东锡瓦什湖和西锡瓦什湖；东面和亚速海之间隔着窄长的沙洲阿拉巴特岬，宽度在2千米左右，长度却达到了110千米，沙洲最北部有港口城市海尼切斯克，锡瓦什湖在此由两条水道构成的海尼切斯克海峡连接到亚速海。

### 水体
锡瓦什湖非常浅，最深的地方也不过3米，大部分水体深度在0.5米到1米之间，湖底有厚达5米的淤泥。由于水浅加上夏天炎热，锡瓦什湖经常散发出腐败的气味，也因此而得名“腐海”，同时海水大量的蒸发和浅滩的地形也使得锡瓦什湖的水咸度非常高，据估计，锡瓦什湖水体中含有的各类盐分超过2亿吨。锡瓦什湖中植物种类不多。湖岸较低而倾斜，属于盐分很高的沼泽。夏天锡瓦什湖水位明显下降，大量植物无法生长的盐碱地裸露出来，当地人称之为"sivashes"，也就是锡瓦什湖名字的由来。
锡瓦什湖是拉姆萨湿地公约列出的国际重要湿地之一。

## 历史事件
俄國內戰期間，伏龙芝指挥蘇聯紅軍南方面军成功地强渡锡瓦什湖全歼克里米亞半岛的白军，这标志着国内战争大规模战斗行动的胜利结束。强渡锡瓦什湖的军事行动又称作皮里柯普-瓊加爾行动，由于防守方的白军认为锡瓦什湖水底淤泥太厚，步兵无法通过而放松了警惕，没有料到红军步兵战士迅速的通过了危险地区，形成了出其不意的打击。

## 植物群
锡瓦什湖由于耐盐杜氏盐藻微藻而出现红色。
在锡瓦什湖的东部地区含有较少的盐，有着芦苇和其他湿地植被。
在锡瓦什湖中央的大岛主要是覆盖着干草原，其中的组成是羽毛草，郁金香，牛磺酸艾草，鼠尾草，凤头麦草，羊茅。
在锡瓦什湖岸边含有大量的耐盐植物，包括盐角草，碱菀，大蕉，海薰衣草（补血草属），滨藜。

## 图片

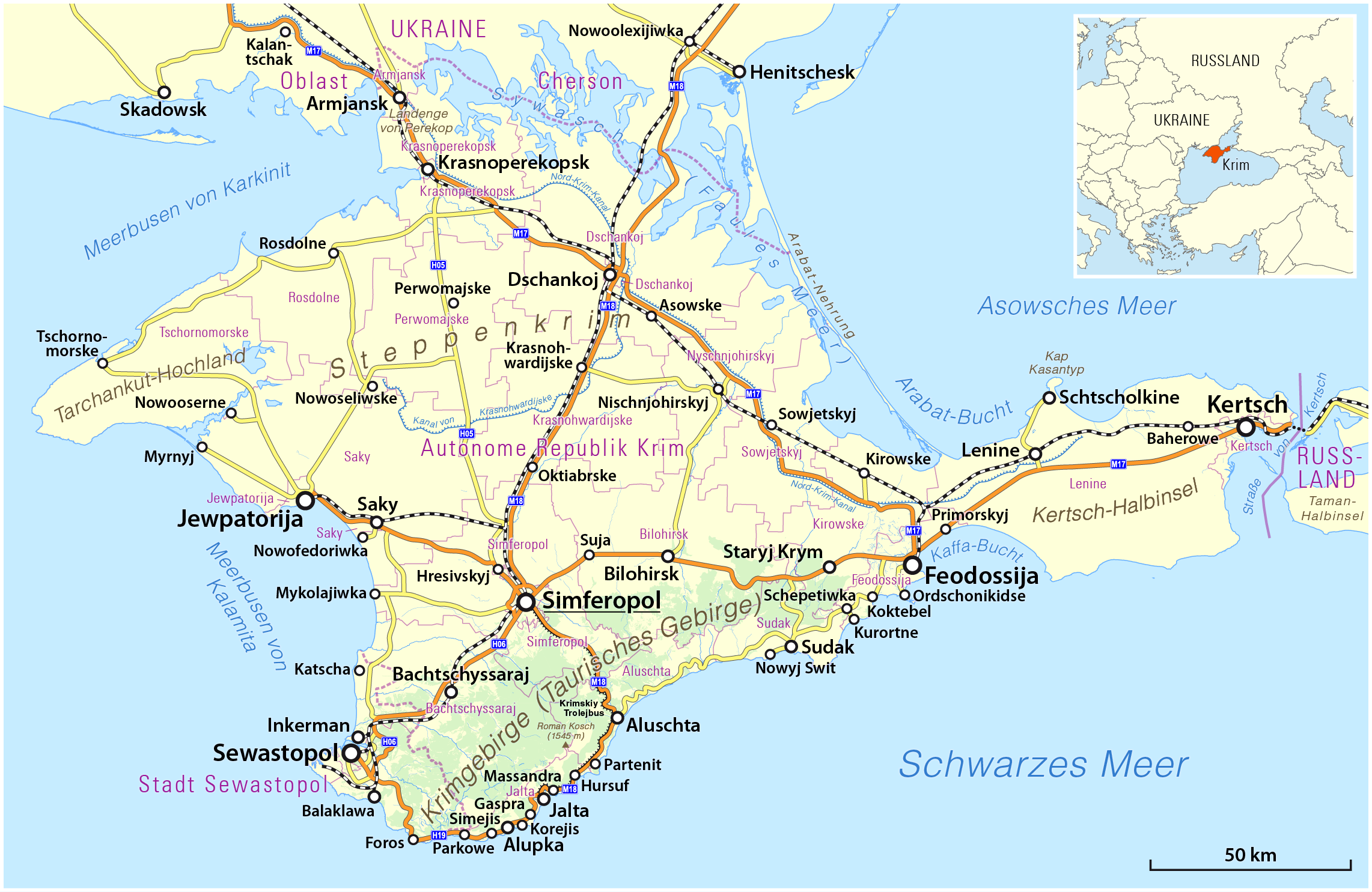
克里米亚。
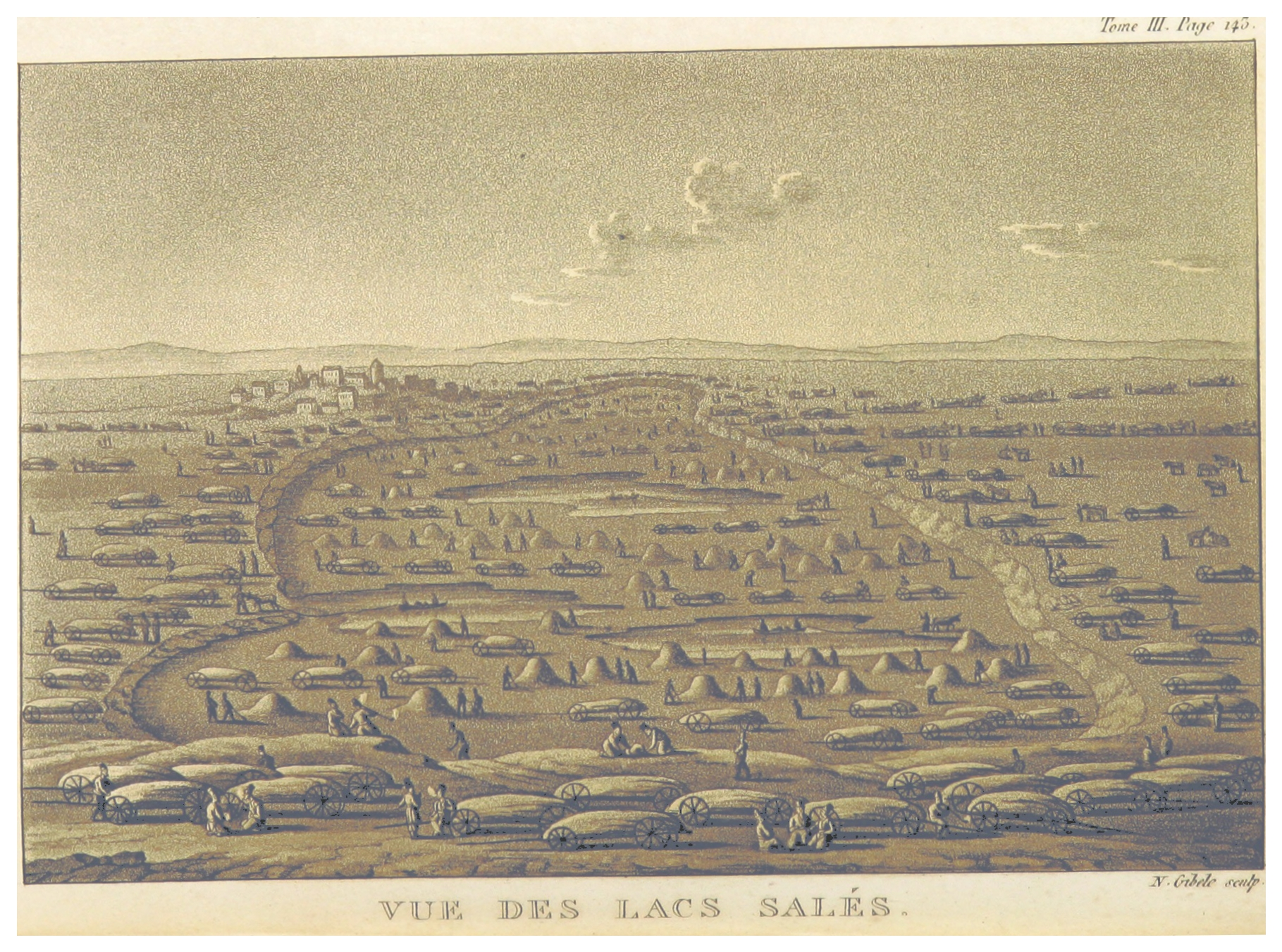
盐沼 (1820年)
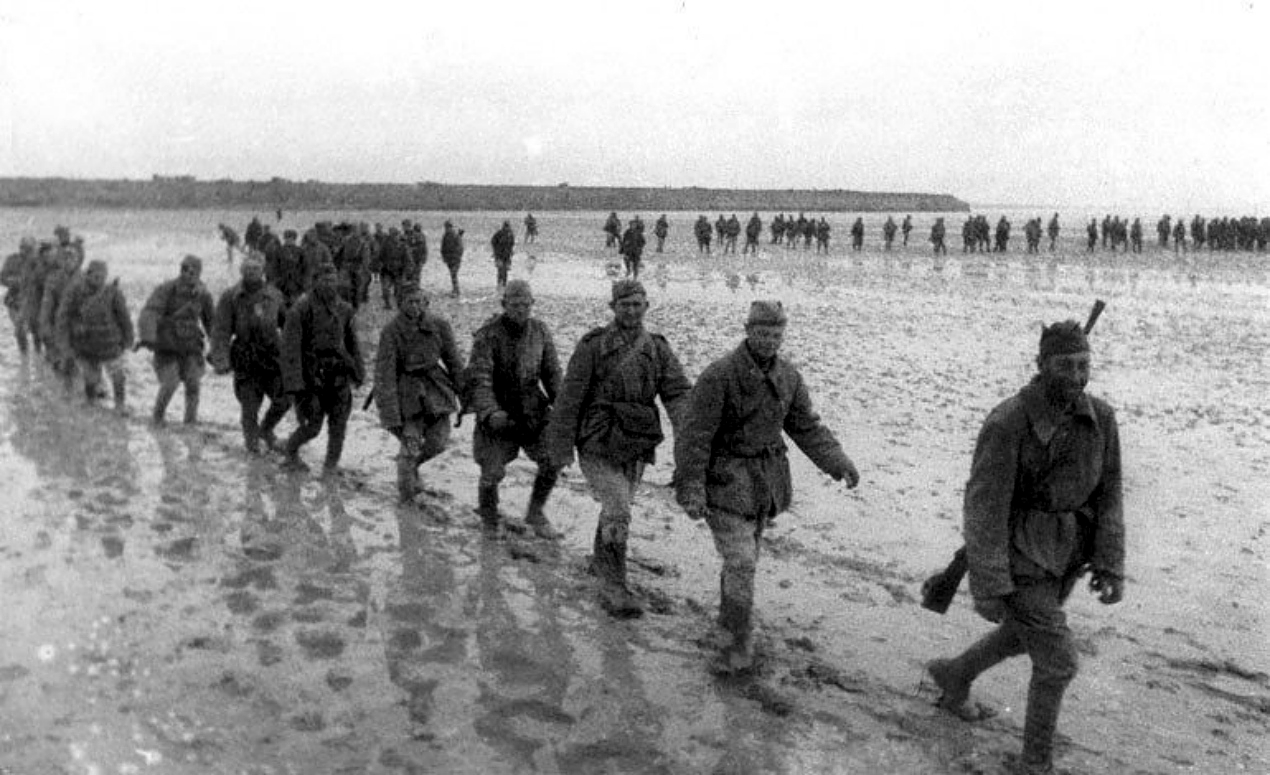
在二战中的苏军士兵穿越锡瓦什湖（1943年11月）。
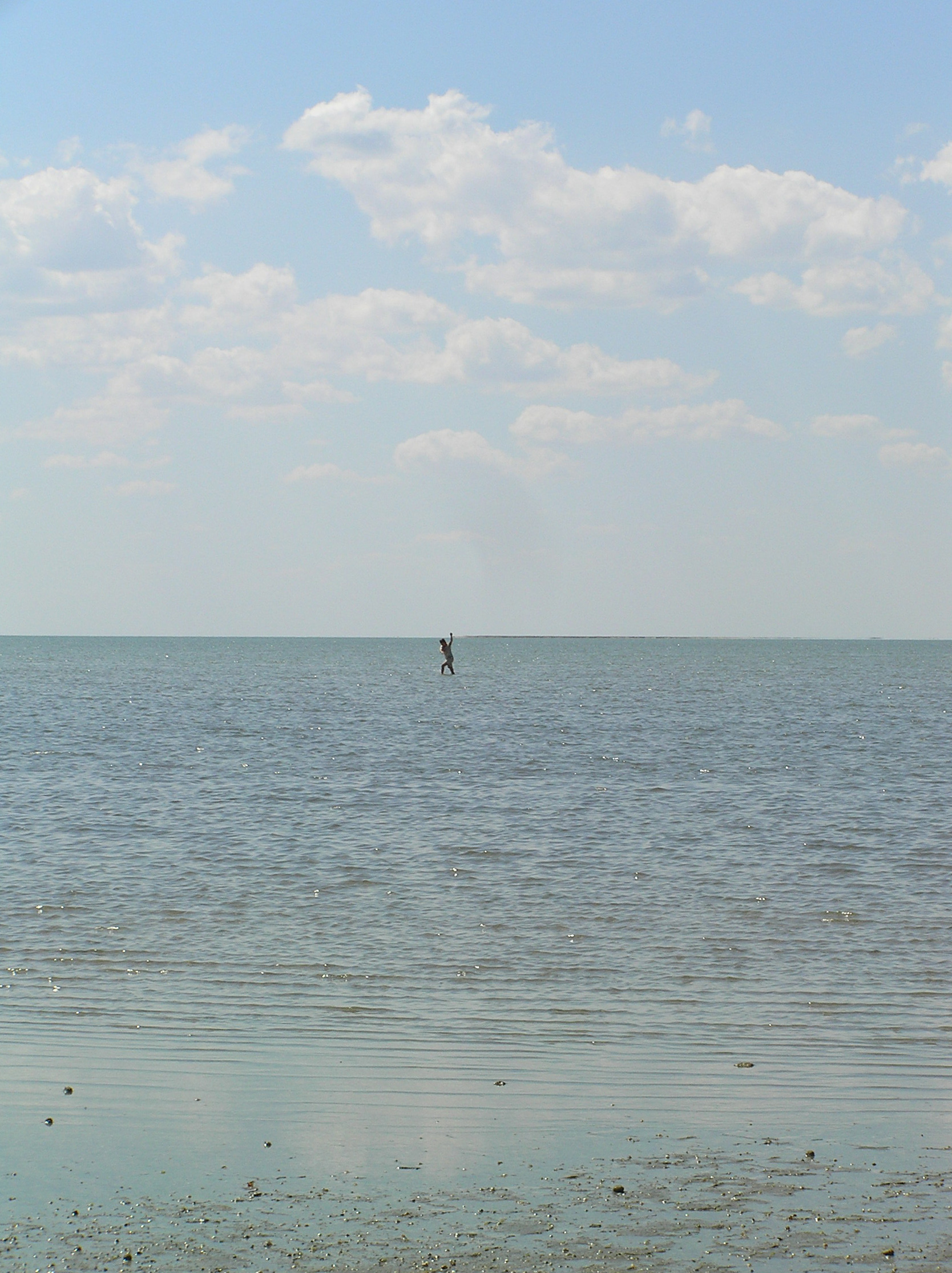
在锡瓦什湖很浅水域的示意图。
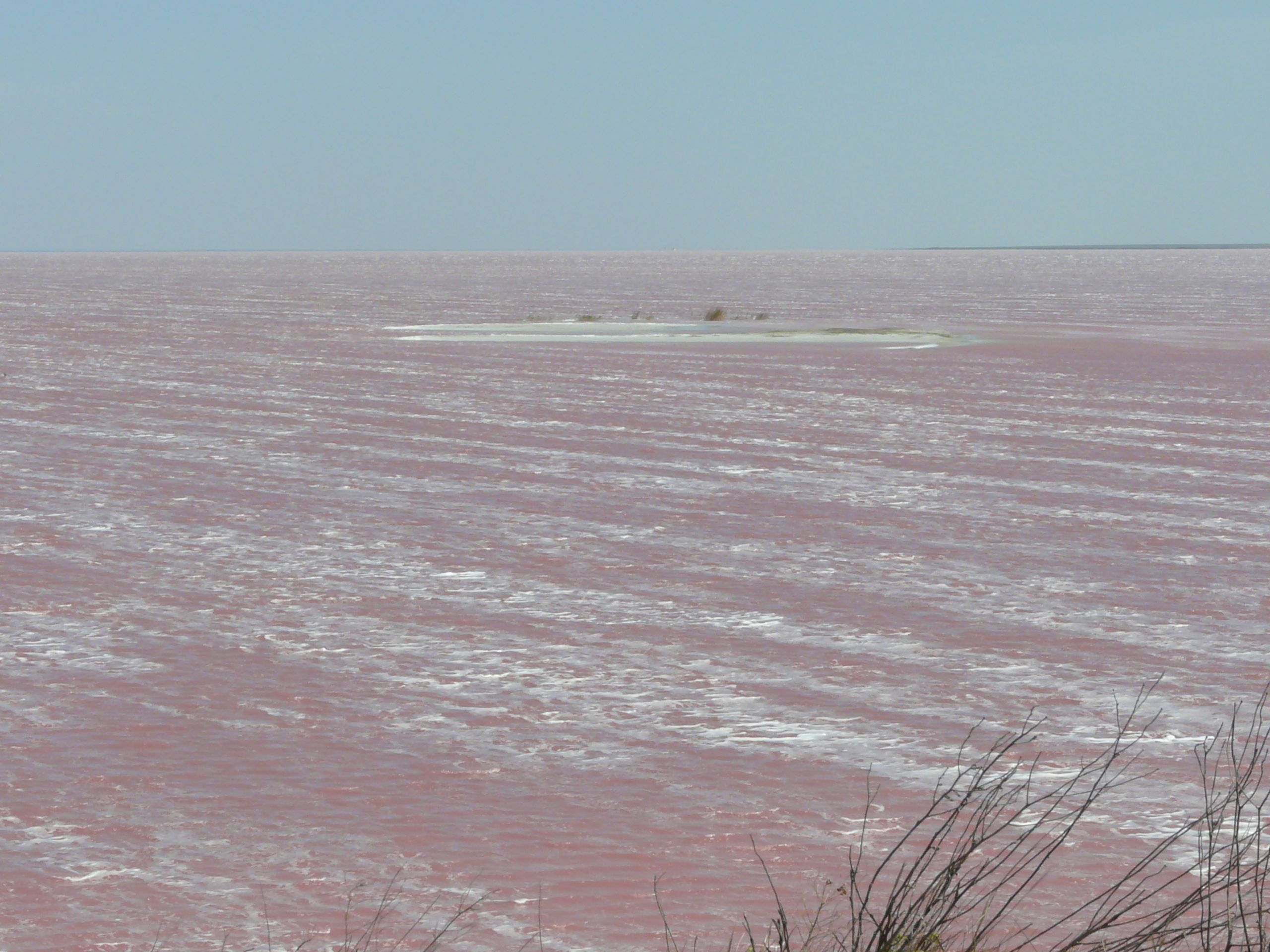
由于杜氏盐藻微藻，锡瓦什湖的颜色偏红。